# Albert Thévenon
Albert Marius Thévenon (Lione, 16 settembre 1901 – Parigi, 10 maggio 1959) è stato un pallanuotista francese, vincitore di una medaglia di bronzo all'olimpiade di Amsterdam 1928.